# Casabona
Casabona is een gemeente in de Italiaanse provincie Crotone (regio Calabrië) en telt 3040 inwoners (31-12-2004). De oppervlakte bedraagt 68,8 km², de bevolkingsdichtheid is 46 inwoners per km².
De volgende frazioni maken deel uit van de gemeente: Zinga.

## Demografie
Casabona telt ongeveer 1157 huishoudens. Het aantal inwoners daalde in de periode 1991-2001 met 15,3% volgens cijfers uit de tienjaarlijkse volkstellingen van ISTAT.
| Jaar | Inwoneraantal |
| ---- | ------------- |
| 1991 | 3733          |
| 2001 | 3160          |

## Geografie
Casabona grenst aan de volgende gemeenten: Belvedere di Spinello, Castelsilano, Melissa, Pallagorio, Rocca di Neto, San Nicola dell'Alto, Strongoli, Verzino.
Belvedere di Spinello · Caccuri · Carfizzi · Casabona · Castelsilano · Cerenzia · Cirò · Cirò Marina · Cotronei · Crotone · Crucoli · Cutro · Isola di Capo Rizzuto · Melissa · Mesoraca · Pallagorio · Petilia Policastro · Rocca di Neto · Roccabernarda · San Mauro Marchesato · San Nicola dell'Alto · Santa Severina · Savelli · Scandale · Strongoli · Umbriatico · Verzino
1. ↑  https://demo.istat.it/?l=it.